# Rodrigo de Triana

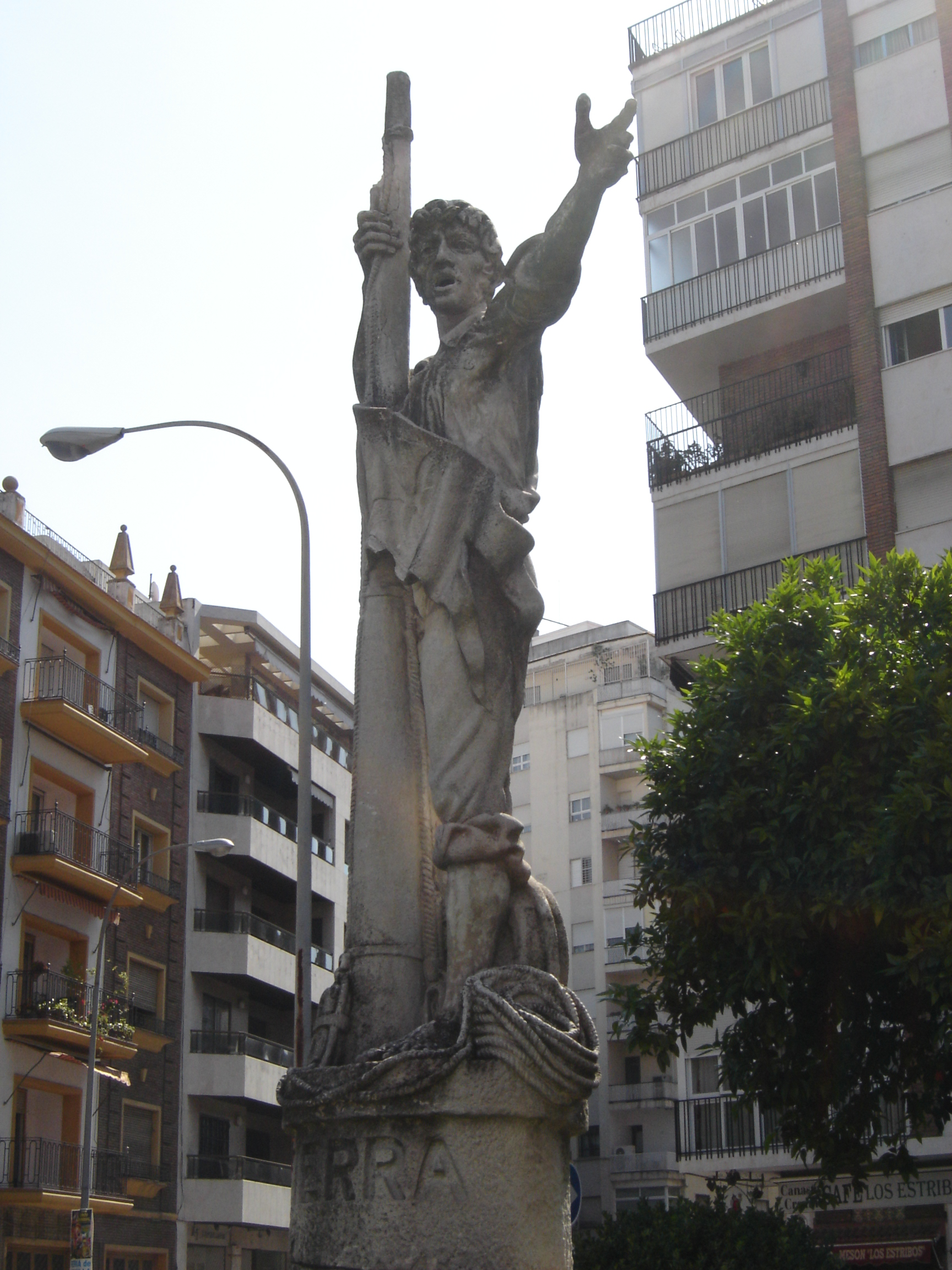
Monument al mariner en Sevilla

Rodrigo de Triana (?, 1469 - ?, ?) fou un mariner andalús de finals del segle xv, acompanyant de Cristòfor Colom en el seu primer viatge a Amèrica.

## Biografia
Existeixen dubtes sobre el seu lloc de naixement. Depenent de la hipòtesi, també varia la creença del seu veritable nom. Es creu que va néixer a Los Molinos (Sevilla) i residir en el barri de Triana. També es baralla que naixés a Coria del Río o en la localitat onubense de Lepe com apunten altres versions. Encara que l'únic document històric que es té constància és el diari de bord de Cristòfor Colom (es troba en l'Arxiu General d'Índies, Sevilla).
Una de les hipòtesis afirma que el seu nom era Juan Rodríguez Bermejo, fill d'un gentilhome morisc (musulmà convertit al cristianisme) dedicat al comerç de terrisseria. El seu pare va ser cremat a la foguera per comerciar amb jueus mentre ell feia el viatge del descobriment del Nou Món. També va ser martiritzat i posteriorment mort el moro Mudarra (prèviament havia instruït en la seva llengua àrab a Rodrigo de Triana), per intimar amb la família del navegant, tot i que s'havien convertit ja al cristianisme com manaven les normes de l'època.
Una altra de les hipòtesis és que es digués Rodrigo Pérez de Acevedo. Els que sostenen que aquest va ser el seu nom, recolzen la teoria que va néixer a Lepe localitat de la província de Huelva.
L'autor Gonzalo Fernández de Oviedo, en la seva obra Historia general y natural de las Indias, islas y tierra-firme del mar océano, afirma que aquest mariner era natural de Lepe, encara que va residir gran part de la seva vida a Triana, (Sevilla).
Fou el primer espanyol que va a albirar el nou continent des del seu lloc de guaita a la caravel La Pinta. Aquest primer albirament va ser narrat pel mateix Almirante al diari que del seu primer viatge va recollir fra Bartolomé de las Casas. Així, en relatar els fets ocorreguts durant la matinada del 12 d'octubre de 1492, va escriure Cristòfor Colom:
| « | "... I perquè la caravel·la Pinta era més veler i anava davant del Almirante, va trobar terra i va fer els senyals que l'Almirall havia manat. Aquesta terra va veure primer un mariner que es deia Rodrigo de Triana ... " . | » |

Avui es pensa que el que va veure Rodrigo de Triana va ser una petita illa de l'arxipèlag de las Lucayas (Bahamas), coneguda pels indígenes com a Guanahaní, que Colom va rebatejar com San Salvador.
Es diu que Cristòfor Colom (altres fonts nomenen els Reis Catòlics) va prometre una recompensa d'alguns milers de maravedies al primer que veies terra (el seu afany era Cipango, actual Japó), però Rodrigo de Triana no va percebre res, o si més no estava lluny de la recompensa promesa, pel fet que Colom va argumentar que ell ja l'havia vist abans.
Rodrigo va participar en una altra expedició a les Moluques el 1525 amb García Jofre de Loaisa.
Un monument aixecat al barri sevillà de Triana recorda i honora la seva figura. També és honorada la seva figura a la ciutat de Lepe, on una urbanització, una escola i un dels principals carrers del centre històric de la ciutat ostenten el nom del mariner, a més d'aparèixer a l'escut de la ciutat en el moment de veure el nou món.